# Джей Ритард
Джей Ритард (Jay Reatard, настоящее имя Jimmy Lee Lindsey Jr. 1 мая 1980 года, Лилборн — 13 января 2010 года, Мемфис) — американский музыкант, сольный исполнитель и участник групп Reatards и Lost Sounds.

## Биография
Джеймс Ли Линдси младший родился в Лилборне, штат Миссури, в 1980 году. Его семья переехала в Мемфис, когда ему было 8 лет, так как отцу музыканта тяжело было найти работу в родном городе. Карьера Линдси началась в 15 лет, когда он отослал домашнюю демозапись в Goner Records, и она приглянулась бывшему участнику Oblivians и владельцу лейбла Эрику Фридлю. Линдси побывал на выступлении Oblivians на разогреве у Rocket from the Crypt, которые в то время были одной из его любимых групп наряду с Nirvana. Выступление Oblivians с их грязным лоу-фай звуком произвело огромное впечатление на музыканта. Эрик Фридль предложил Линдси контракт с Goner Records, и тот согласился.
Свою первую группу Линдси назвал Reatards, а себе взял псевдоним Джей Ритард (Jay Reatard). Долгое время Линдси являлся единственным участником группы. Первым релизом Reatards стал EP Get Real Stupid, который Линдси записал практически в одиночку. Перед записью дебютного студийного альбома Teenage Hate Линдси нанял басиста Стива Элбанди (Steve Albundy) и ударника Элвиса Вонга (Elvis Wong). Альбом увидел свет в 1998 году. За ним последовал следующий альбом Grown Up Fucked Up и несколько синглов. В 1998 году состоялся первый европейский тур Reatards, когда Линдси было 18 лет.
В 2001 году Линдси начал играть в Lost Sounds вместе с Алицией Траут (Alicja Trout) и Ричем Круком (Rich Crook). Поначалу Lost Sounds была сайд-проектом, но вскоре захватила все внимание Линдси, вытеснив Reatards. Lost Sounds использовали мужской и женский вокал и синтезаторы, став отправной точкой от гаражного рока, который играли Reatards. Выпустив несколько альбомов, Lost Sounds распались в 2005 году, как и Reatards.
Линдси был очень плодовитым музыкантом, часто играл в нескольких группах сразу. Он был участником групп Final Solutions, Angry Angels, Terror Visions, Destruction Unit, а также основал свой независимый лейбл Shattered Records. Материал альбома проекта Bad Times, в котором Джей играл вместе с Эриком Фридлем, был набран за одну совместную репетицию.
В 2006 году Джей выпустил сольный альбом Blood Visions, привлекший внимание нескольких лейблов. Линдси заключил контракт с Matador Records, так как посчитал их единственными, кто сдерживает свои обещания. После выхода альбома с ним хотели сотрудничать и более крупные лейблы, такие как Universal Records, Columbia Records, Vice Records вместе с независимым Fat Possum. В 2008 году Линдси выпустил 6 синглов с Matador Records и второй студийный альбом Watch Me Fall в 2009 году.

### Смерть
Двадцатидевятилетний Линдси умер у себя дома во сне около 3:30 часов утра 13 января 2010 года, причиной смерти стала интоксикация кокаином и алкоголем. Свою скорбь в связи со смертью музыканта выразили представители лейблов Matador и Goner Records, а также музыканты Бек, Pixies и No Age.
В марте 2012 года вышел документальный фильм о музыканте Better Than Something: Jay Reatard.